# Fissidens thwaitesii
Fissidens thwaitesii är en bladmossart som beskrevs av Jean Édouard Gabriel Narcisse Paris 1896. Fissidens thwaitesii ingår i släktet fickmossor, och familjen Fissidentaceae. Inga underarter finns listade i Catalogue of Life.